# Ревятичи (Брестская область)
Ревятичи (бел. Равя́цічы) — агрогородок в Берёзовском районе Брестской области Белоруссии, в составе Сигневичского сельсовета. Население — 723 человека (2019).

## География
Агрогородок находится в 15 км к юго-западу от города Берёза. Местность принадлежит к бассейну Днепра, рядом с селом протекает канализированная река Чернявка со стоком в канал Винец, а оттуда — в Ясельду. Ревятичи располагаются между автодорогой Р2 и автомагистралью М1, связаны местными дорогами с обеими. Ближайшая ж/д станция Кабаки на магистрали Минск — Брест находится в 10 км к северу.

## История
Село известно с середины XVI века, в 1563 году в составе Кобринской экономии. В конце XVI века было шляхетской собственностью в Берестейском повете Берестейского воеводства Великого княжества Литовского.
После третьего раздела Речи Посполитой (1795 год) в составе Российской империи. Административно Ревятичи принадлежали Пружанскому уезду Гродненской губернии. В конце XIX века Ревятичи были центром волости; действовали волостное правление, церковь, трактир, кузница. В 1885 году было открыто народное училище в частном доме.
С 1915 года оккупирована германскими войсками, с 1919 года до июля 1920 года и с августа 1920 года — войсками Польши (в июле временно установлена советская власть). Согласно Рижскому мирному договору (1921) село вошло в состав межвоенной Польши. В 1924 году принадлежала гмине Ревятичи Пружанского повета Полесского воеводства. В 1933 году в Ревятичах построена деревянная Покровская церковь на месте сгоревшей церкви 1903 года постройки.
С 1939 года в составе БССР. С 1940 года центр Ревятичского сельсовета. В 1941—1944 годах оккупирована немецко-фашистскими захватчиками. Погибли семь жителей деревни, ещё 16 человек — на фронтах войны.
16 июля 1954 года Ревятичский сельсовет объединился с Сигневичским.

## Население
| Численность населения (по годам) | Численность населения (по годам) | Численность населения (по годам) | Численность населения (по годам) | Численность населения (по годам) | Численность населения (по годам) | Численность населения (по годам) | Численность населения (по годам) | Численность населения (по годам) | Численность населения (по годам) |
| 1897                             | 1905                             | 1924                             | 1940                             | 1959                             | 1970                             | 1999                             | 2005                             | 2009                             | 2019                             |
| -------------------------------- | -------------------------------- | -------------------------------- | -------------------------------- | -------------------------------- | -------------------------------- | -------------------------------- | -------------------------------- | -------------------------------- | -------------------------------- |
| 430                              | ↗480                             | ↘237                             | ↗505                             | →505                             | ↗596                             | ↗808                             | ↗809                             | ↘789                             | ↘723                             |

## Культура
- Дом культуры

## Достопримечательности
- Покровская церковь[бел.]. Построена из дерева в 1933 году.
- Братская могила советских воинов, партизан и жертв фашизма. Похоронены воины, партизаны и мирные жители, погибшие в годы Великой Отечественной войны. В 1967 году на могиле установлен обелиск[5].
- Братская могила мирных жителей. Похоронены 8 человек — мирные жители, расстрелянные за связь с партизанами 02 июня 1942 года[1].

### Жанровая скульптура, арт-объекты
- Валун с надписью «Вінец» с фигурой аиста.

## Галерея

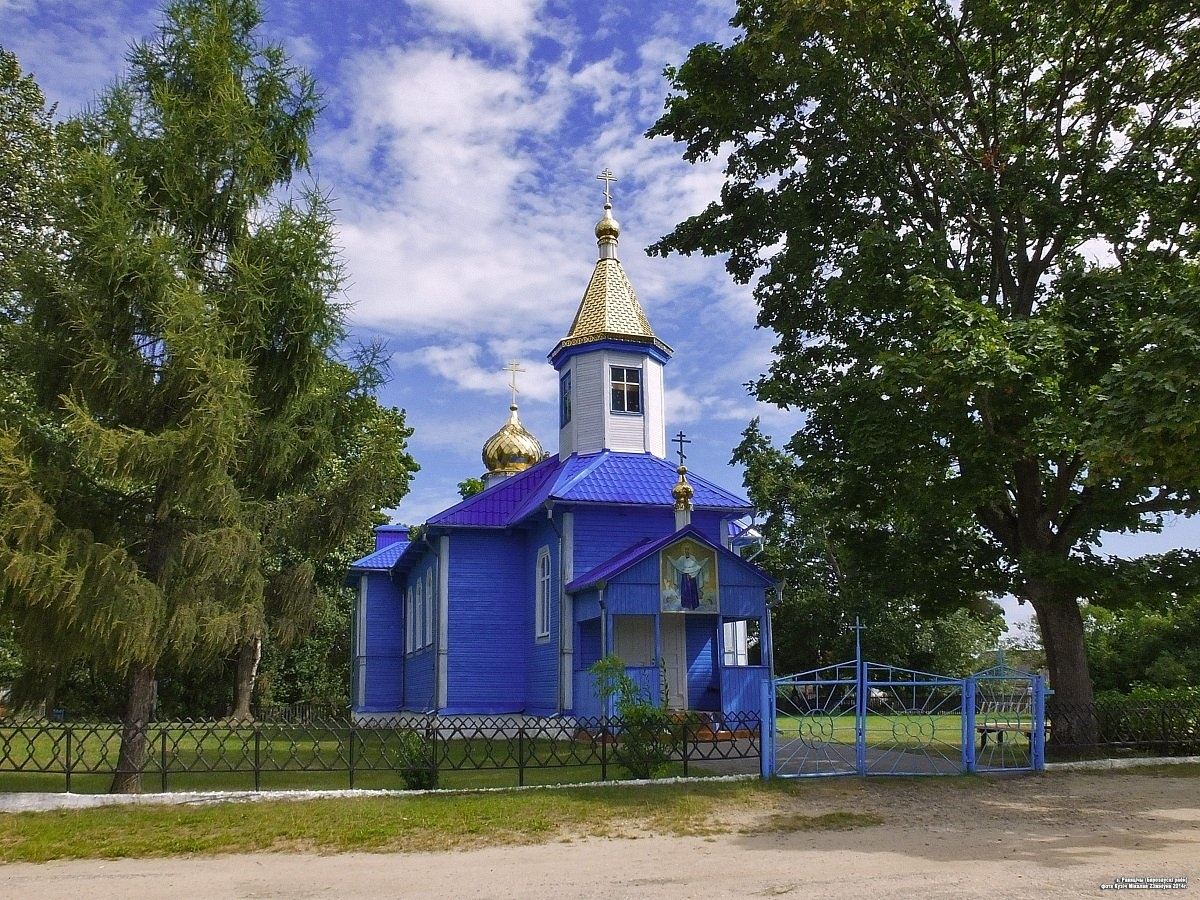
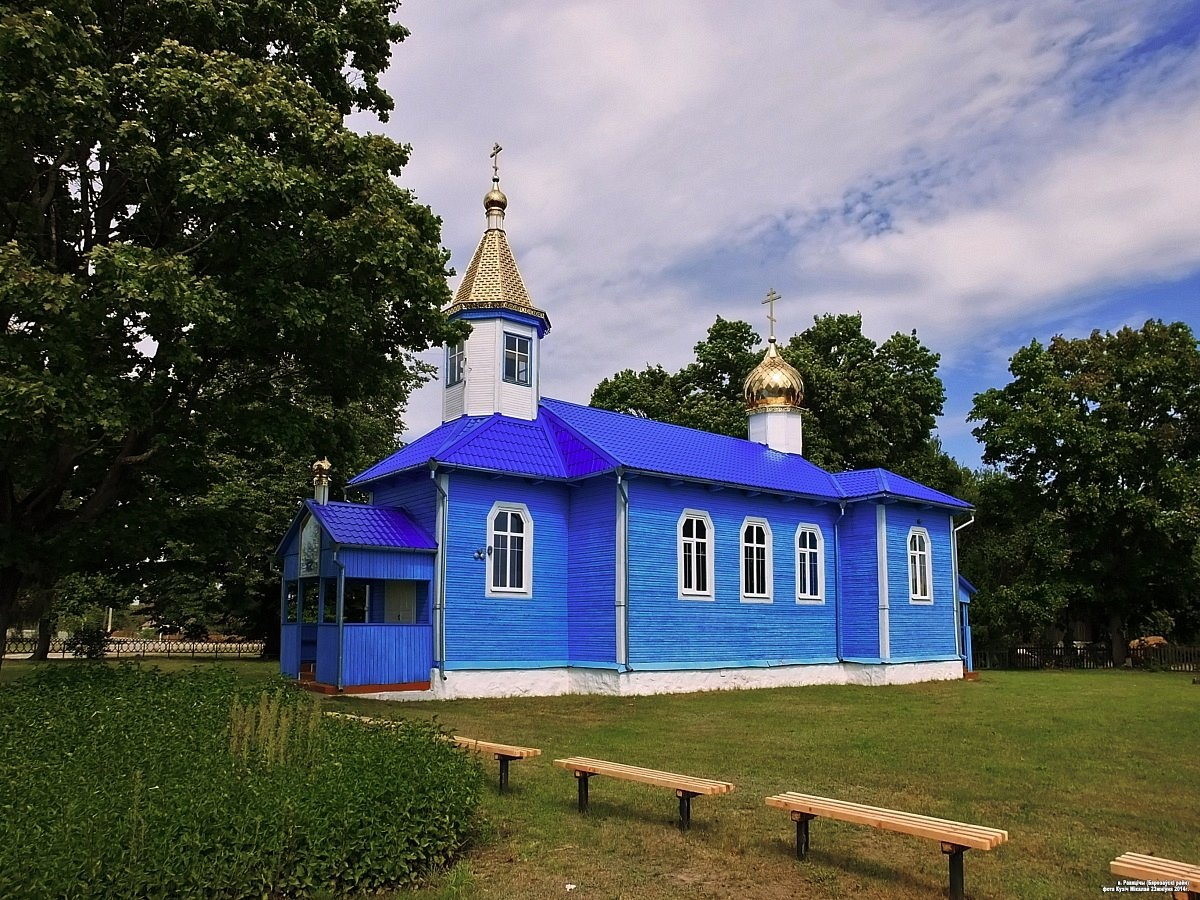
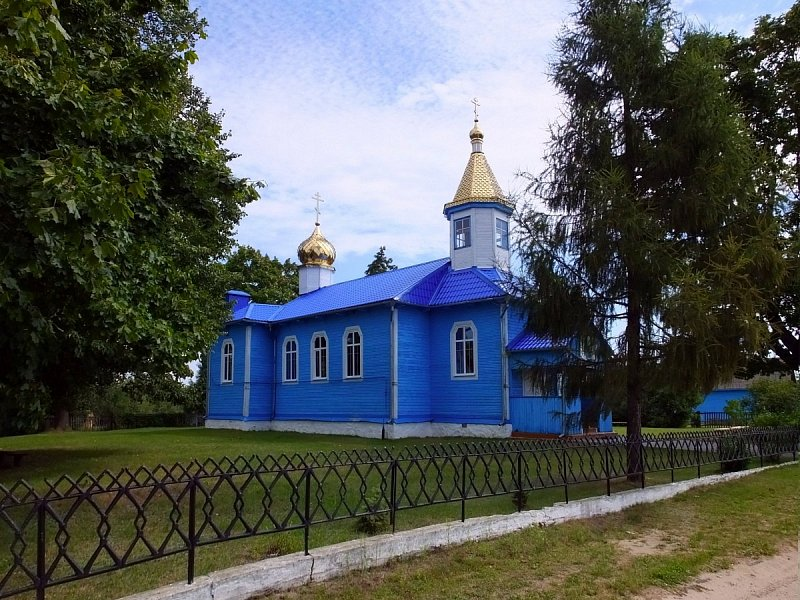
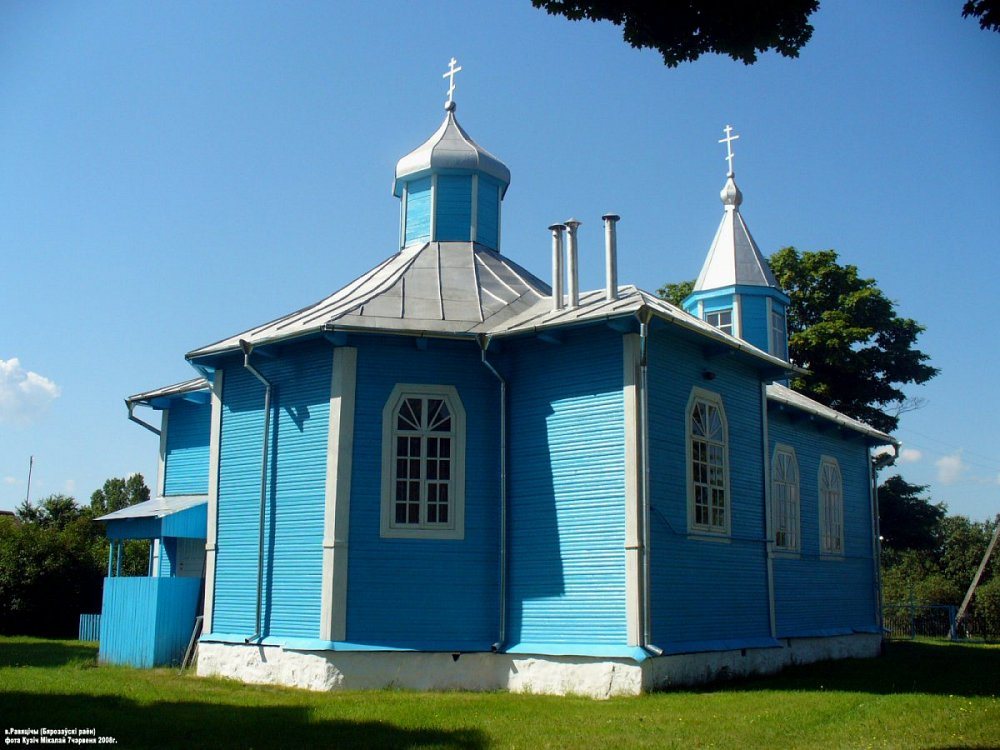
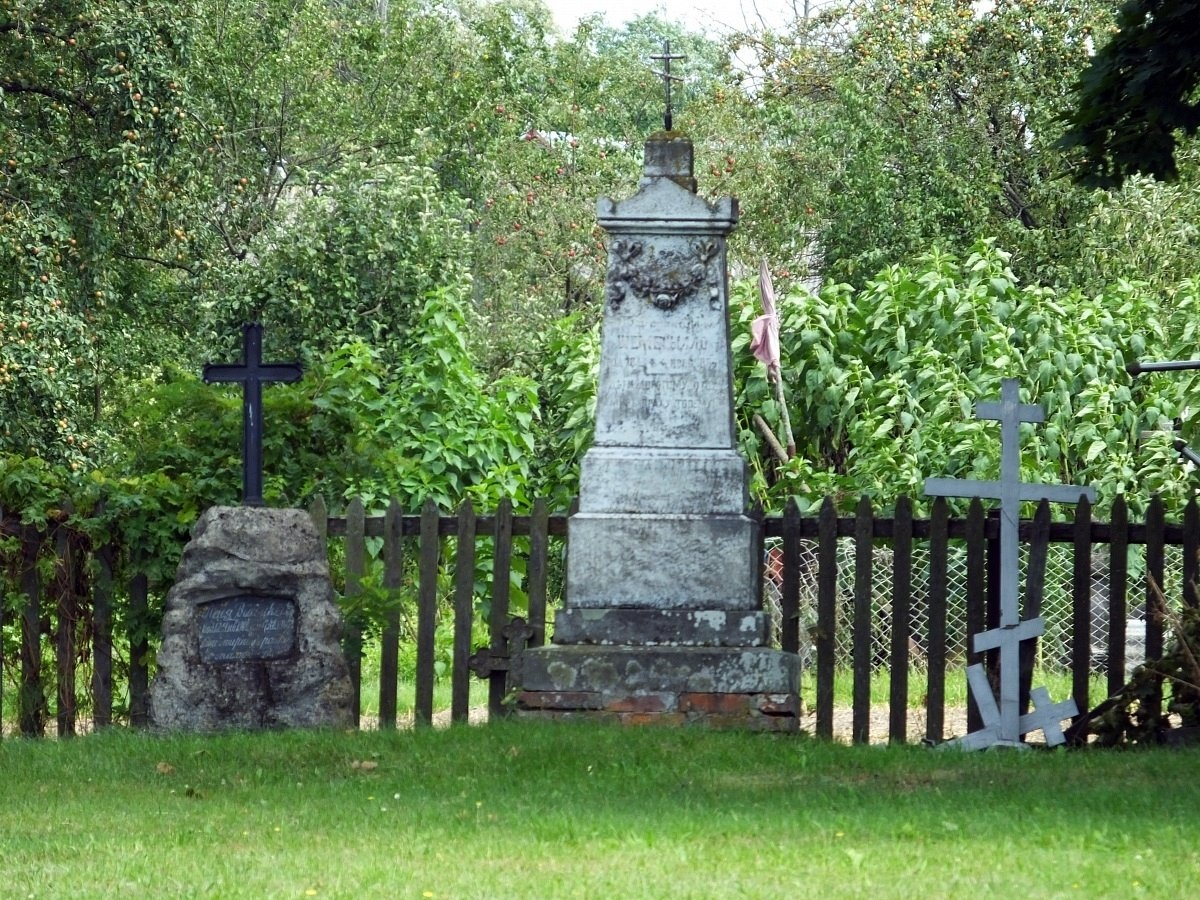